# Cippóri zsinagóga
A  cippóri zsinagóga egy ókori zsinagóga Ciporiban (Sepphoris), az ókori Izrael területén, ami ma nemzeti régészeti park.

## Története
A zsinagógát az V. században vagy a VI. század elején építették. Ekkoriban növekedett a város keresztény lakosságának létszáma, és a zsidó lakosság ereje csökkent. Csupán 20,7 méter hosszú és 8 méter széles, s ezzel ez a már felfedezett legszűkebb zsinagóga az Ígérret Földjén. A zsinagóga a város szélén van. A bimah a nyugati falnál volt, nem pedig Jeruzsálem felé, ahogy az abban az időben szokásos volt.
A feljegyzések szerint a városban az ókorban számos zsinagóga volt. A Misna szerint Ciporiban a második század végén az akkori rabbi temetésekor 18 zsinagóga volt.

## Felfedezése
1993-ban fedezték fel ismét a zsinagóga mozaikpadlóját. Egy parkoló teret építő csoport talált rá a zsinagógára a sűrven látogatott nemzeti régészeti park szélén. A Beit Alfa zsinagóga mozaikjának 1928-as felfedezése óta ez volt a leglátványosabb zsinagóga. Zeev Weiss régészt, a Héber Egyetem akkori végzős hallgatóját és tanárát, Ehud Netzer régészt hívták a helyszínre. Weiss láthatóvá tette a mozaikot és környezetét.

## Mozaik
A mozaikpadlót hét részre osztották. A bejárat közelében egy olyan rész van, mely azt a történetet örökíti meg, mikor Sárát meglátogatja egy angyal. A következő rész Izsák feláldozását örökíti meg. Itt van egy nagy állatövi csillagkép, ahol az állatok nevei héberül szerepelnek.  Középen, a Napszekerén Héliosz ül. Ezután három részben a jeruzsálemi templomban tett felajánlást ábrázolják. Itt van a Kodasim, a felajánlott kenyér és az első termésből származó áldozatok.  Efölött Áron ajánl fel áldozatot a tabernákulumban. Efölött szintén egy három részből álló tábla van.  Ezek közül az egyik a Tóra bárkát ábrázolja egy timpanonon, és egy füstölő lapát jelképezi a Templomban használtakat. Ezt két olyan tábla szegélyezi, mely a jeruzsálemi templomban használt menórát ábrázolja, s körülötte fel vannak tüntetve a zsidóság ünnepeit megjelenítő szimbólumok, mint a lulav vagy a sofár. Efölött, más nézőpontból az épületeket megjelenítő rész előtt  szintén van egy három táblából álló együttes, ami két olyan oroszlánt ábrázol, mely egy koszorú mellett áll, s mancsaik egy ökör fején vannak.
A legnagyobb tábla vagy a mozaik központi része úgy van lerakva, hogy egy nagyobb körön belül el van helyezve egy kisebb kör. Ez a zodiákust jelképezi Héliosszal együtt, aki a szekeret irányítja. A Hammat Tibériász zsinagógához és a Beit Alfa zsinagógához hasonlóan az állatövi jegyeket megjelenítő kör Ciporiban is a boltíveket fent a fallal és a tetővel összekötő rész a négy évszakot ábrázolja.
Egy ókori arámi nyelvű dicsőítés is olvasható, amiben az adományozóról így írtak: "Emlékezhetett még Izsákra, az papra és lányára, Paragrira. Ámen, Ámen."

## Fordítás
- Ez a szócikk részben vagy egészben  a   Tzippori Synagogue című angol Wikipédia-szócikk ezen változatának fordításán alapul.  Az eredeti cikk szerkesztőit annak laptörténete sorolja fel. Ez a jelzés csupán a megfogalmazás eredetét és a szerzői jogokat jelzi, nem szolgál a cikkben szereplő információk forrásmegjelöléseként.